# Dryling

Przekrój luf drylingu

Przekrój luf dryling-ekspresu

Dryling – łamana broń myśliwska o trzech lufach, zwykle jedna jest na naboje kulowe, a dwie na śrutowe. Spotyka się także dryling-ekspresy o dwóch lufach kulowych i jednej śrutowej oraz drylingi ze wszystkimi lufami gwintowanymi.